# Христо Въргов
Христо Василев Въргов е български учител и журналист.

## Биография
Роден е през 1874 г. в с. Аджар, Пловдивско. През 1903 г. завършва Киевската духовна академия. Преподавател е в Педагогическото училище в Казанлък (1903 – 1905) и във Военното училище (1905 – 1906); помощник-директор на Първа мъжка гимназия (1920 – 1924). Редактор е на списание „Из живота“ (1908 – 1911), сътрудник на списанията „Благовестител“, „Църковно възраждане“, „Демократически преглед“, вестниците „Съветник“, „Епоха“, „Мир“, „Духовна пробуда“ и други. Член е на Съюза на българските журналисти. Умира на 1 ноември 1952 г. в София.
Личният му архив се съхранява във фонд 351К в Централен държавен архив. Той се състои от 653 архивни единици от периода 1874 – 1952 г.